# Geestweg
Der Geestweg ist ein 201 km langer Wanderweg im westlichen Niedersachsen, der ausgehend von Meppen im Emsland in nordöstlicher Richtung durch den Naturpark Hümmling, das Oldenburger Münsterland und den  Naturpark Wildeshauser Geest bis nach Bremen führt. Er vermittelt dem Wanderer charakteristische naturräumliche und kulturgeschichtliche Merkmale der Geestlandschaft Nordwestdeutschlands zwischen Ems und Weser.

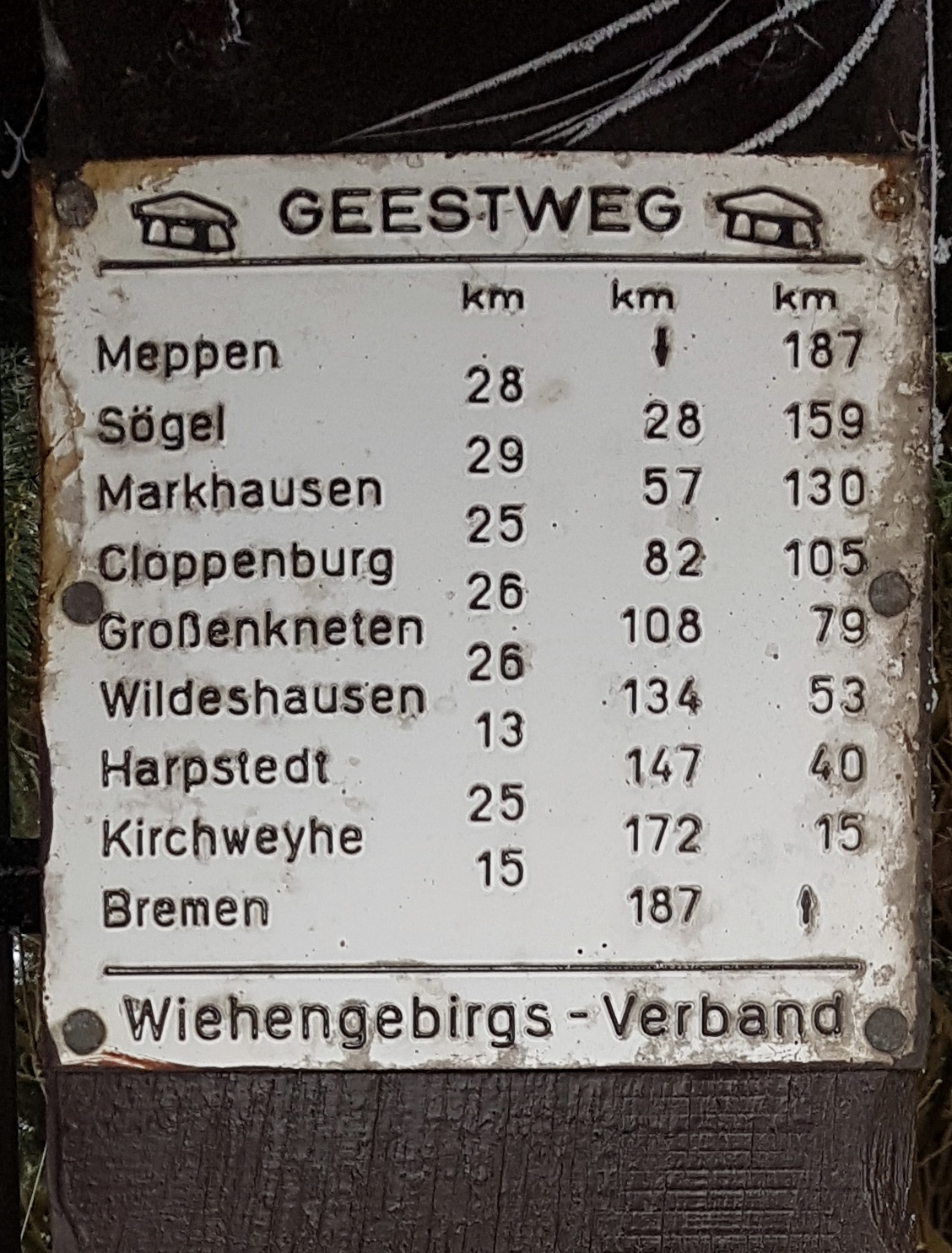
Schild mit den Streckenabschnitten in Wildeshausen
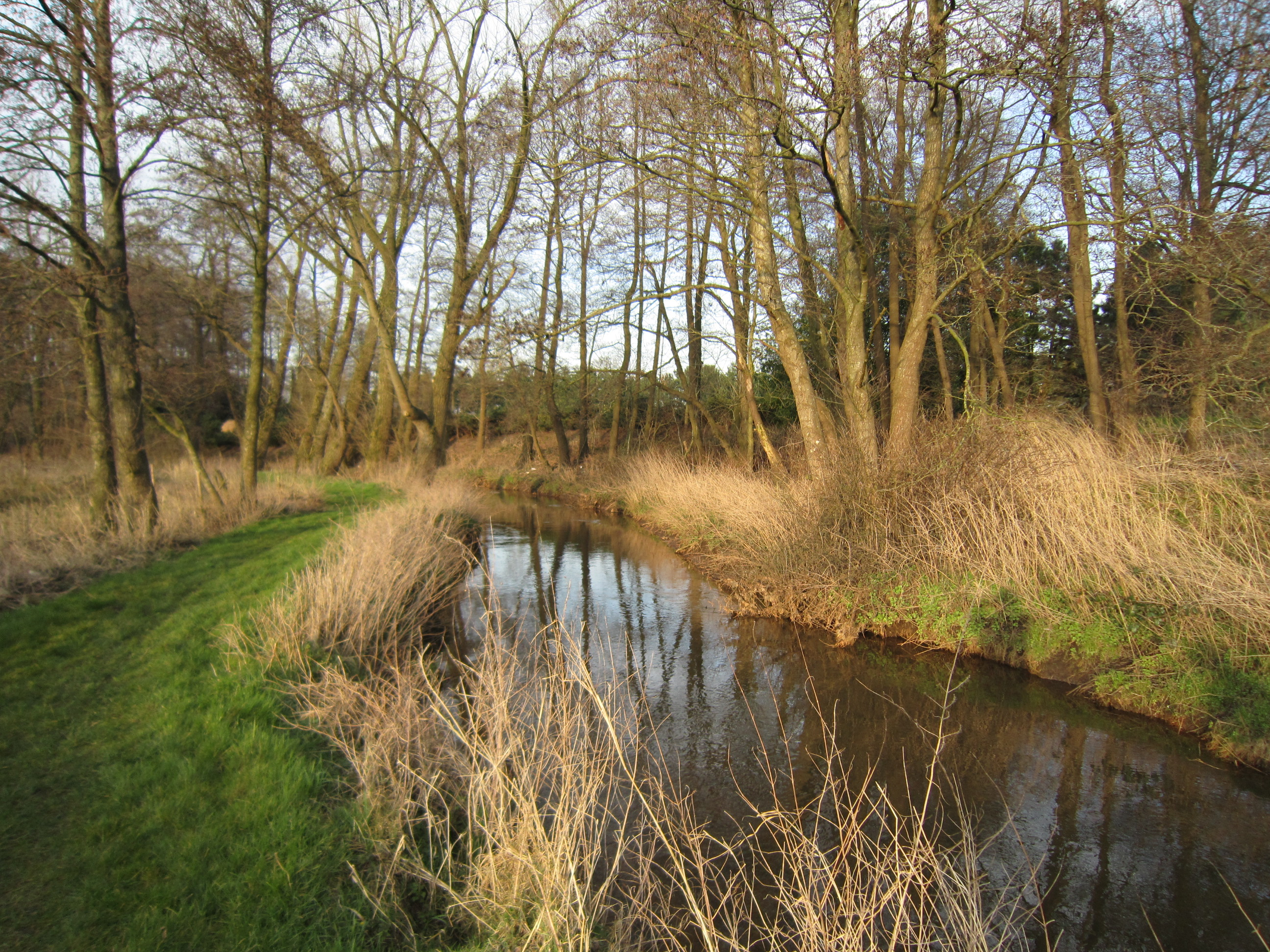
Der Geestweg verläuft nördlich von Gut Stedingsmühlen entlang der Soeste
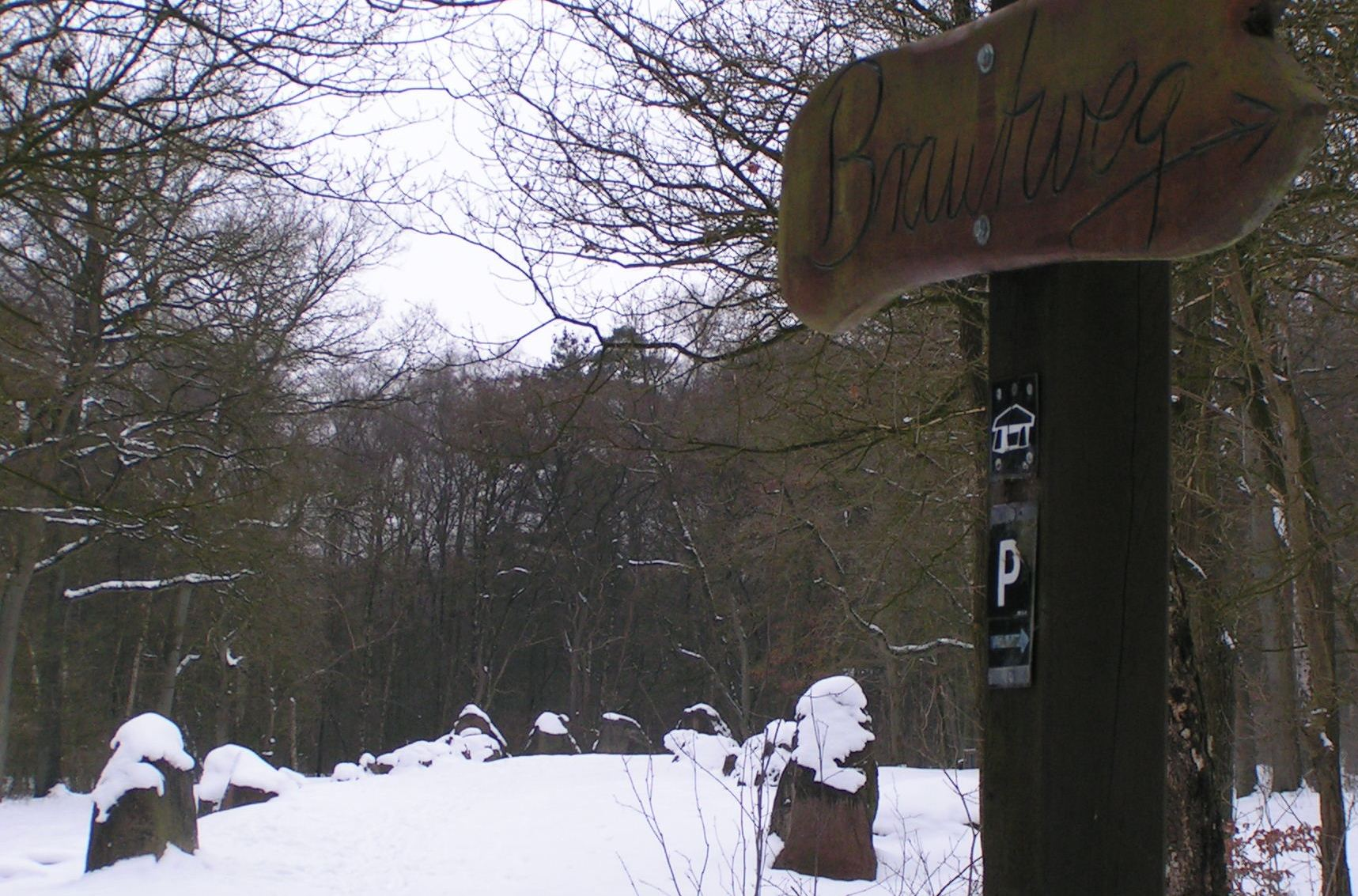
Der Geestweg durchquert die Großsteingrabanlage Visbeker Braut

In beiden Richtungen ausgeschildert stellt er wegen des flachen Geländeprofiles keine besonderen Ansprüche an die körperliche Fitness, auch wenn nicht alle der überwiegend verkehrsarmen Strecken befestigt oder asphaltiert sind.
Alternativ kann der Weg bereits in Emmen in den Niederlanden begonnen werden, hat dann eine Länge von 205 km.
Der Geestweg gehört zu den Wanderwegen, die vom Wiehengebirgsverband Weser-Ems betreut werden. Er wird durch ein weißes Steingrab oder durch ein weißes „G“ gekennzeichnet.

## Geest-Radweg
Der 176 km lange Geest-Radweg verläuft ebenfalls von Meppen nach Bremen, hat aber an vielen Stellen einen anderen Verlauf. Als Logo wird ein quadratisches Schild mit einem gewundenen, braun dargestellten Weg auf weißem Untergrund benutzt, der einen Fluss und eine Wiese kreuzt.